# Ataxia hubbardi
Ataxia hubbardi là một loài bọ cánh cứng trong họ Cerambycidae.